# ミシェル・ランベール

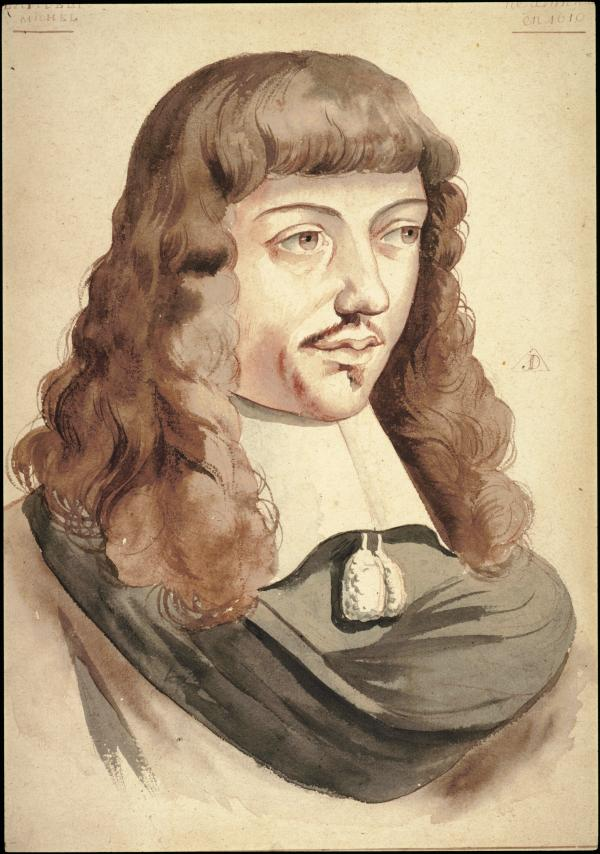
ミシェル・ランベール

ミシェル・ランベール（Michel Lambert, 1610年、シャンピニー＝スュル＝ヴゥード（Champigny-sur-Veude）生 - 1696年6月29日、パリ没）は、フランスの歌手、テオルボ奏者、作曲家。エール・ド・クールの作曲家として知られている。
子供の頃、ルイ13世の弟オルレアン公ガストン（1608年-1660年）の目に留まり、その聖歌隊で音楽教育を受ける。1636年以降、声楽教師として広く知られるようになった。1641年に歌手のガブリエル・デュピュイ（Gabrielle Dupuy）と結婚、後にその娘はジャン＝バティスト・リュリの妻となった。1651年、ルイ14世の宮廷で行われたバレに、踊り手として登場している。1656年以降、作曲家としての名声を確立し、多くの作品が出版された。1661年に婿にあたるリュリが音楽監督を務める王の宮廷音楽隊の音楽長となり、死ぬまでこの職を務めた。

## 作品
多くのエール・ド・クールが出版されたが、現存が確認されているものは多くない。以下が確認されている出版譜である。
- Airs du sieur Lambert （パリ、1658年）
- Les airs de Monsieur Lambert, 19 airs avec doubles （パリ、1660年）
- Pièces en trio pour les violons, flûtes ou hautbois （アムステルダム、1710年）

また歌曲集（1692年ごろ）とルソン・ド・テネブル集2巻（1662年から1663年にかけて、および1689年）が手書き譜として残されている他、ジャン＝バティスト・リュリのBallet de la naissance de VénusやLes Amours Déguisezなどの作品中に、ランベールの曲であるという注意書きが見られる曲がある。